# Parc national de Garphyttan
Le parc national de Garphyttan (en suédois Garphyttans nationalpark) est un parc national situé dans la commune de Lekeberg, près d'Örebro dans le comté d'Örebro, dans la province historique de Närke en Suède.
Il fait partie des 9 parcs nationaux de Suède fondés en 1909, devenant ainsi les premiers parcs nationaux d'Europe. Il fait aussi partie des plus petits parcs nationaux de Suède avec seulement 111 ha. Une grande partie du parc est située sur les pentes de Kilsbergen, couvertes de forêt d'épicéas caractéristiques de la taïga scandinave et russe. Mais le parc est avant tout connu pour ses prairies fleuries, le parc couvrant en partie un ancien terrain agricole. La motivation de sa création était précisément de protéger la riche flore du site, et selon la philosophie de l'époque, la nature fut laissée à elle-même. Mais assez rapidement, la végétation du parc se dégrada, et dans les années 1940, il fut compris que le parc devait être entretenu selon les méthodes qui étaient en usage avant la création du parc pour maintenir cette flore particulière. De nos jours, le parc est visité par environ 30 000 personnes par an.

## Géographie

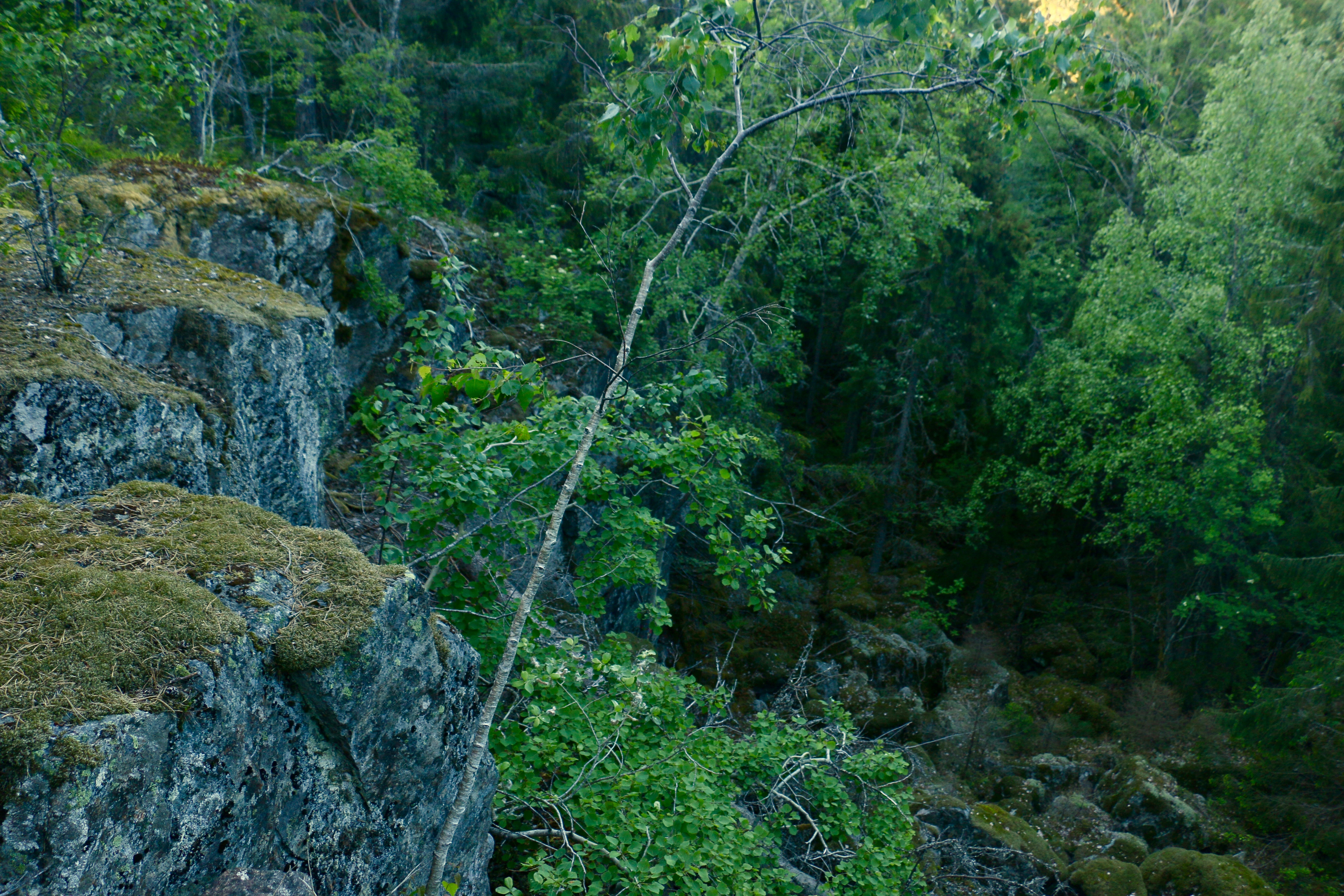
Falaises dans le parc.

Le parc national de Garphyttan est situé dans la commune de Lekeberg, dans le comté d'Örebro, à environ 25 km de la ville d'Örebro. Il protège une superficie d'environ 111 ha.
Le parc est situé aux pieds des collines de Kilsbergen, délimitant les plaines de Närke des terrains vallonnés du Värmland. Ainsi, le relief augmente progressivement du sud au nord. À la fin de la dernière glaciation, il y a environ 10 000 ans, l'actuelle plaine de Närke était sous les eaux de la mer de Yoldia puis du lac Ancylus. Sur les rives de ces plans d'eau, aux pieds de Kilsbergen, se forment des plages. Du fait du rebond post-glaciaire, le niveau du sol augmenta ensuite, entraînant un retrait progressif de la mer, laissant en chemin des terrasses parallèles appelées plages soulevées (en suédois strandvall), reflétant les lignes de côte successives. Ces bandes sont présentes dans toute la partie sud du parc, mais particulièrement visibles dans la forêt de feuillus, où on peut voir distinctement les champs de galets laissés par la mer. Dans toute la partie nord du parc, située au-dessus de l'ancienne ligne de côte, le sol est dominé par les moraines et rochers laissés par les glaciers alors que plus au sud, la mer a laissé un sol plus riche, avec une certaine teneur en calcaire.

## Milieux naturels

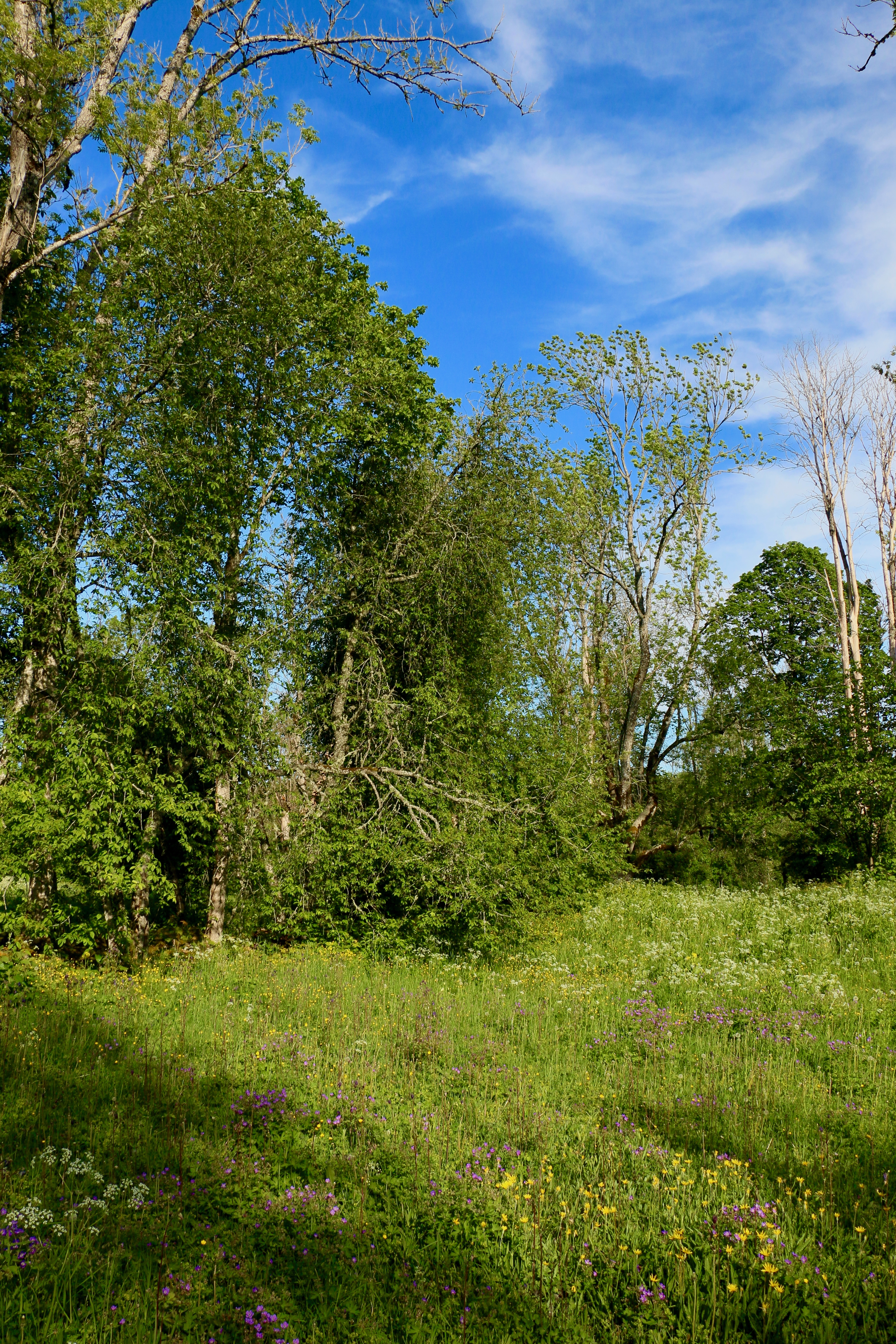
Prairie avec fleurs et quelques arbres.

Malgré sa taille, le parc comporte des environnements naturels variés. Près de l'entrée du parc, au sud, se trouvent les prairies, qui sont la principale raison d'existence du parc. Il s'agit d'anciens champs, et de nos jours encore, ils sont entretenus par fauchage au mois d'août. Au printemps et début d'été, ces prairies sont entièrement couvertes de fleurs, dont en particulier l'Ancolie commune (Aquilegia vulgaris), la primevère officinale (Primula veris), l'œillet glauque (Dianthus deltoides), l'orchis mâle (Orchis mascula) ou tacheté (Dactylorhiza maculata subsp. maculata) ainsi que, dans les parties plus humides, la trolle d'Europe (Trollius europaeus) ou la succise des prés (Succisa pratensis). Ces prairies comportent aussi un certain nombre d'arbres, eux aussi entretenus par élagage, offrant ainsi une image du paysage agricole du XIXe siècle.
Associés à ces prairies, on trouve un grand nombre de papillons, dont plusieurs espèces rares ou menacées en Suède. En termes de faune, on peut aussi nommer plusieurs espèces d'oiseaux typique des campagnes du Sud suédois, tels que la grive musicienne (Turdus philomelos), le pinson des arbres (Fringilla coelebs), le gros-bec casse-noyaux (Coccothraustes coccothraustes), la fauvette à tête noire (Sylvia atricapilla) et le pouillot siffleur (Phylloscopus sibilatrix).
|  |

Si les prairies sont le symbole du parc, les forêts couvrent la majorité de sa superficie. Il s'agit principalement d'une forêt de taïga, dominée par l'épicéa commun (Picea abies), avec une proportion non négligeable de feuillus, en particulier en transition avec les prairies et au sud, dans la zone appelée Storängen. Sur les hauteurs du parc, le sol rocheux résulte en une forêt plus sèche, dominée par le pin sylvestre (Pinus sylvestris). Presque toute la forêt a été affectée par une coupe rase en 1870, mais du fait de sa protection depuis 1909, elle a développé à nouveau un caractère de forêt ancienne. Cette forêt ancienne, avec abondance de bois mort est très favorable à plusieurs espèces qui sont devenues rares ailleurs dans le pays du fait de l'industrie de la forêt, telles que les picidés, notablement le pic tridactyle (Picoides tridactylus), et de nombreuses espèces de mousses et fungi.

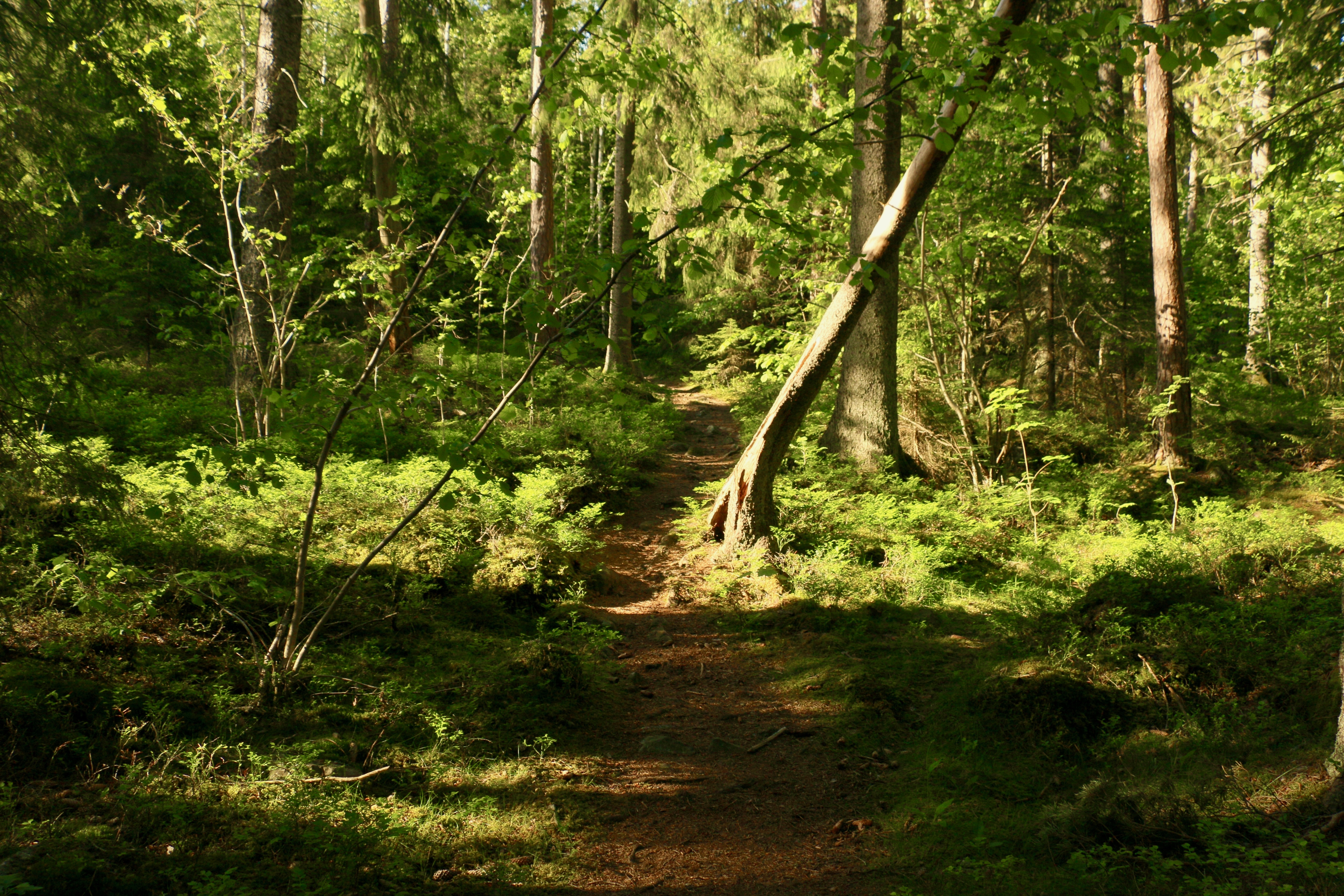
La forêt de Garphyttan, près des prairies.
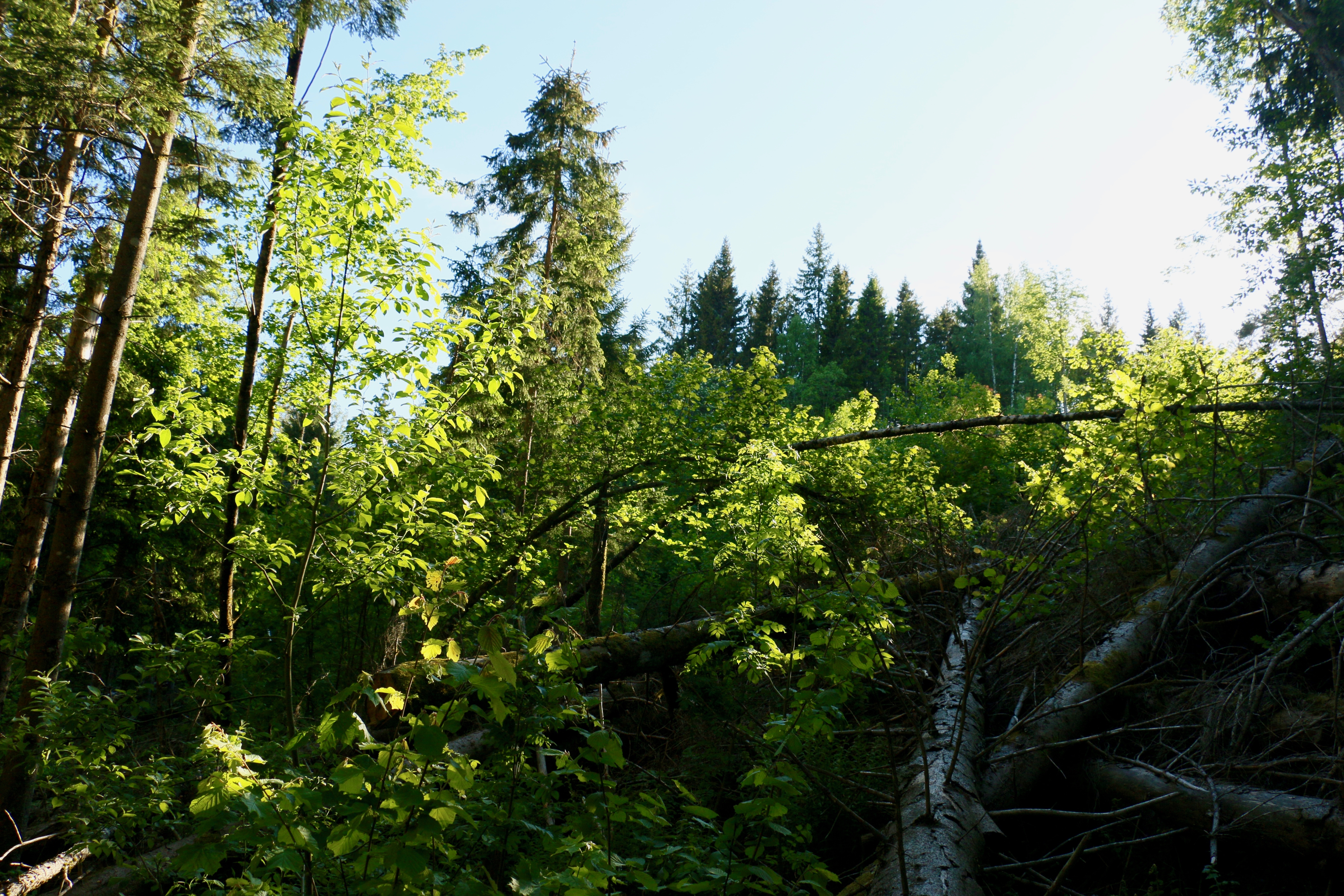
Forêt sur les pentes de Kilsbergen, avec beaucoup de bois mort.
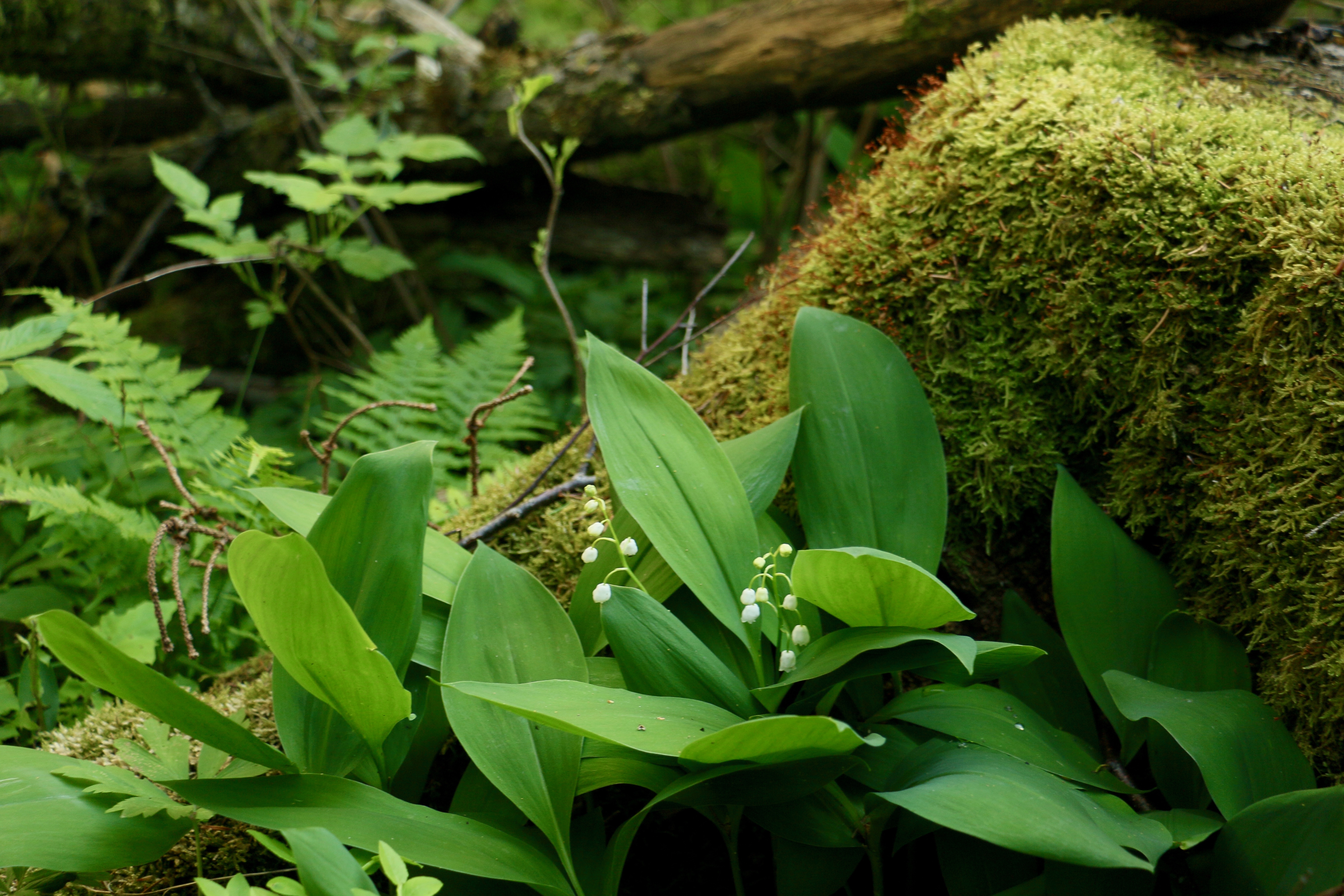
Muguet de mai (Convallaria majalis) dans la forêt de Garphyttan.

## Histoire

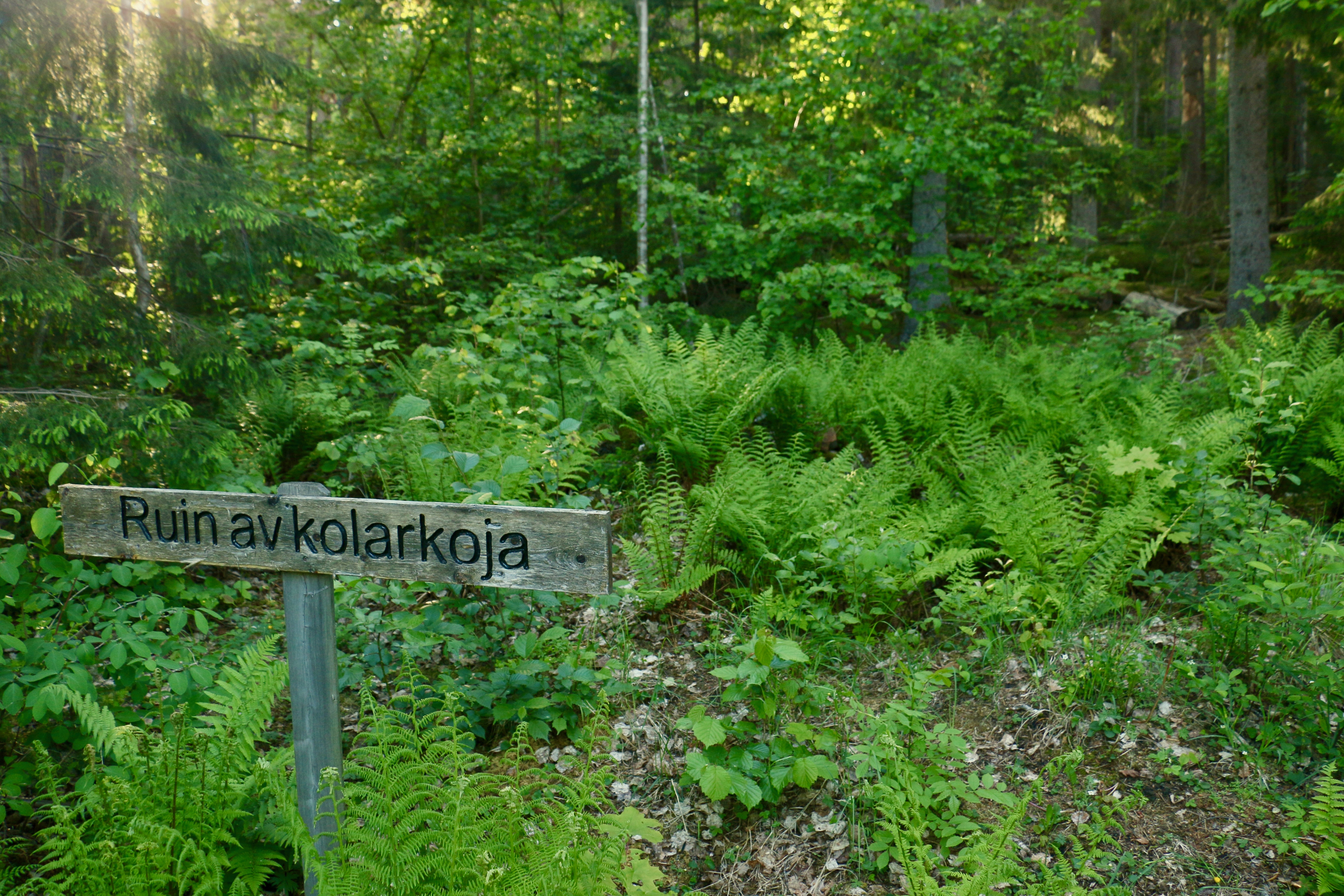
Ruines d'une hutte de charbonniers, maintenant recouverte de végétation, dans la forêt près des prairies.

Le parc national tient son nom du village de Garphyttan non loin de là. Ce village s'est développé autour d'une fonderie (hyttan) qui avait été probablement fondée initialement par des immigrants allemands (appelés Garp au Moyen-Âge).
De manière générale, l'histoire du parc est intimement liée à l'histoire de l'industrie du fer dans cette région du Bergslagen. Le parc actuel correspond approximativement au domaine de la ferme d'Östra gården, une des quatre fermes de bergsman du village de Svenshyttan. Un bergsman est un paysan libre qui outre ses activités agricoles produit aussi du fer en saison. Ainsi, les prairies actuelles correspondent aux champs d'antan, la forêt de feuillu au sud du parc s'est établi sur une ancienne prairie (appelée Storängen, littéralement la grande prairie), et la forêt de conifère était utilisée en partie comme terrain de pâture pour les animaux de la ferme et en partie pour son bois. Le bois était en particulier utilisé sous forme de charbon de bois pour les fonderies, et on peut voir à plusieurs endroits dans la forêt les traces de charbonnières ou de hutte de charbonniers.
La fonderie d'Östra gården a été arrêtée à la fin du XVIIe siècle, mais la ferme continua à fournir les autres fonderies de la région en charbon de bois. En particulier, en 1870, la quasi-totalité de la forêt du parc fut coupée, probablement pour approvisionner la forge de Garphyttan.
Au début du XXe siècle, les terrains de la ferme sont achetés par l'état suédois et en 1909, ils deviennent l'un des neuf premiers parcs nationaux de Suède. Les bâtiments de la ferme sont détruits mais l'on peut encore de nos jours en distinguer les marques au sol. Le but du parc national était de protéger les riches prairies fleuries, et à cette époque, les activités humaines dans ces prairies étaient perçues comme néfastes et furent donc interdites. Cependant, sans la pâture et la fauche régulière des champs et prairies, des arbres et arbustes se développèrent rapidement et les prairies disparurent progressivement. Il faut attendre les années 1940 pour que les autorités comprennent que ces prairies n'étaient pas naturelles mais un résultat des activités humaines, et décident de restaurer les prairies qui sont maintenant fauchées annuellement. Depuis les années 1980, les quelques arbres dans la prairies sont aussi entretenus par élagage, reflétant ainsi mieux le paysage agricole du XIXe siècle.

## Gestion et réglementations
Comme pour la plupart des parcs nationaux de Suède, la gestion et l'administration sont divisées entre l'agence suédoise de protection de l'environnement (Naturvårdsverket) et le conseil d'administration des comtés (Länsstyrelse). Le Naturvårdsverket est chargé de la proposition des nouveaux parcs nationaux, sur consultation des conseils d'administration des comtés et des communes, et la création est entérinée par un vote du parlement. Le terrain est ensuite acheté par l'État, par l'intermédiaire du Naturvårdsverket. La gestion est ensuite confiée principalement au comté, c'est-à-dire au conseil d'administration du comté d'Örebro pour le parc de Garphyttan.
Contrairement à la plupart des parcs nationaux suédois, le paysage de Garphyttan n'est pas naturel mais créé et entretenu par l'homme, comme l'a démontré le manque d'entretien entre la création du parc et les années 1940. De nos jours, le parc nécessite donc un entretien régulier sous forme de fauchage annuel des prairies et élagage des arbres tous les 5-10 ans. La pâture a aussi été introduite dans certaines sections de forêt, bien que la majeure partie de la forêt de conifère soit laissée libre.

## Tourisme
Le parc national accueille environ 30 000 touristes par an, surtout au printemps et en été pour admirer les fleurs des prairies. Si les prairies sont le principal point d'intérêt, le parc comprend aussi quelques points de vue sur les pentes de Kilsbergen, permettant une vue dégagée sur les plaines de Närke. Un petit réseau de sentiers marqués parcourt l'ensemble du parc, permettant diverses boucles pour une randonnée de courte durée. Le parc est aussi traversé dans sa partie nord par le sentier de grande randonnée Bergslagsleden. Le long de ces sentiers, quelques tables et barbecues sont disponibles pour les touristes.

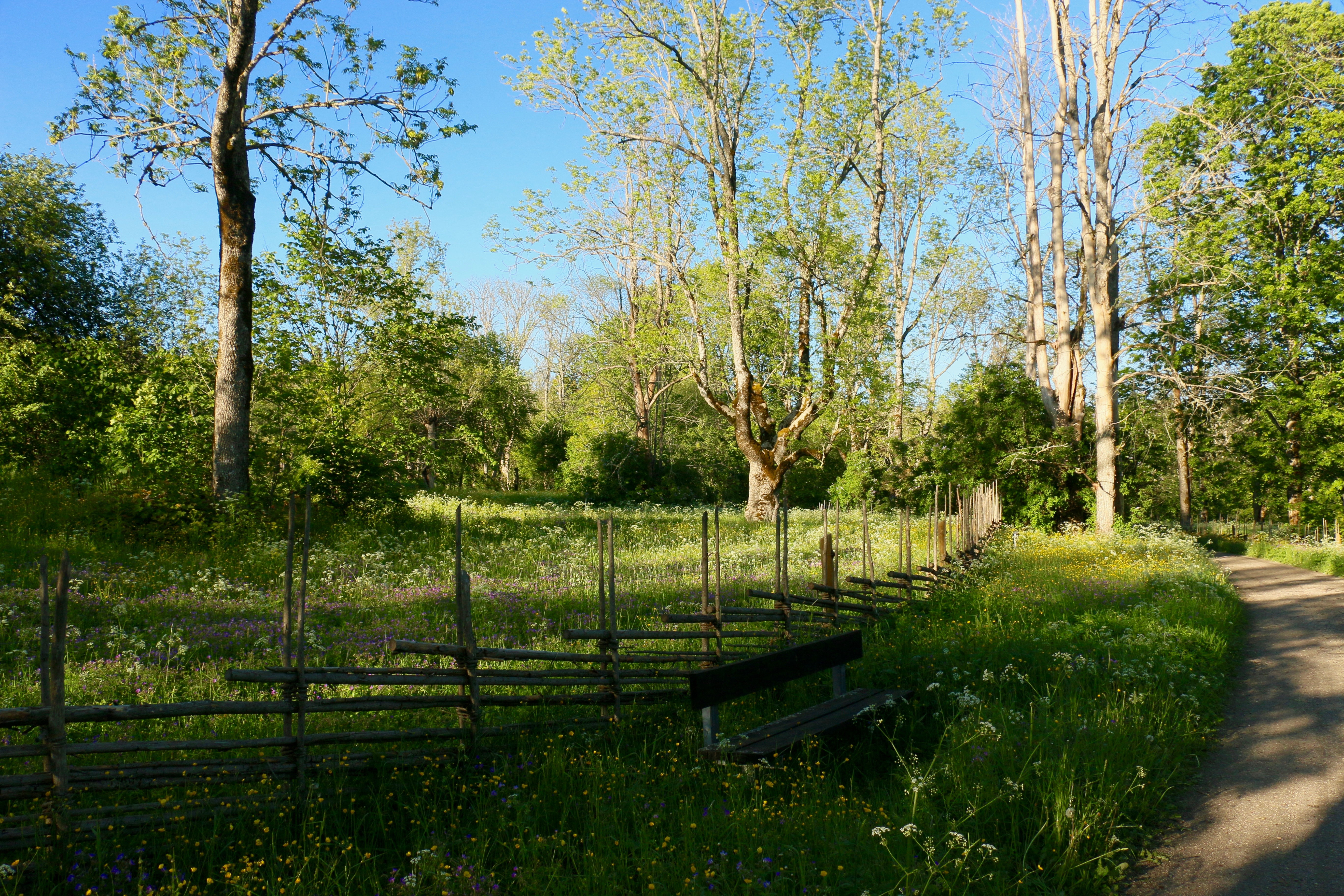
Banc près de l'entrée du parc.
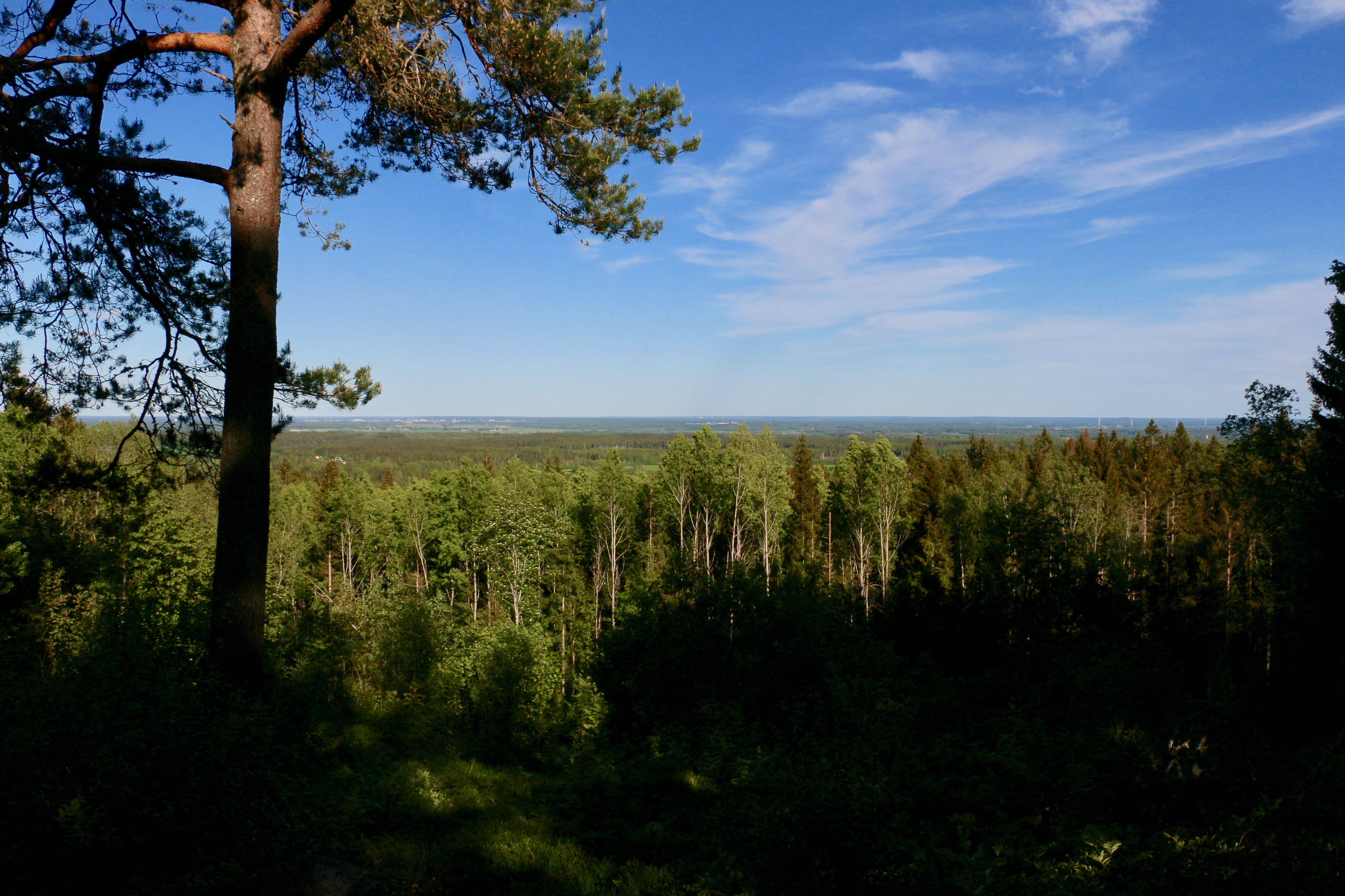
Vue depuis Svensbodaberget sur les plaines de Närke.
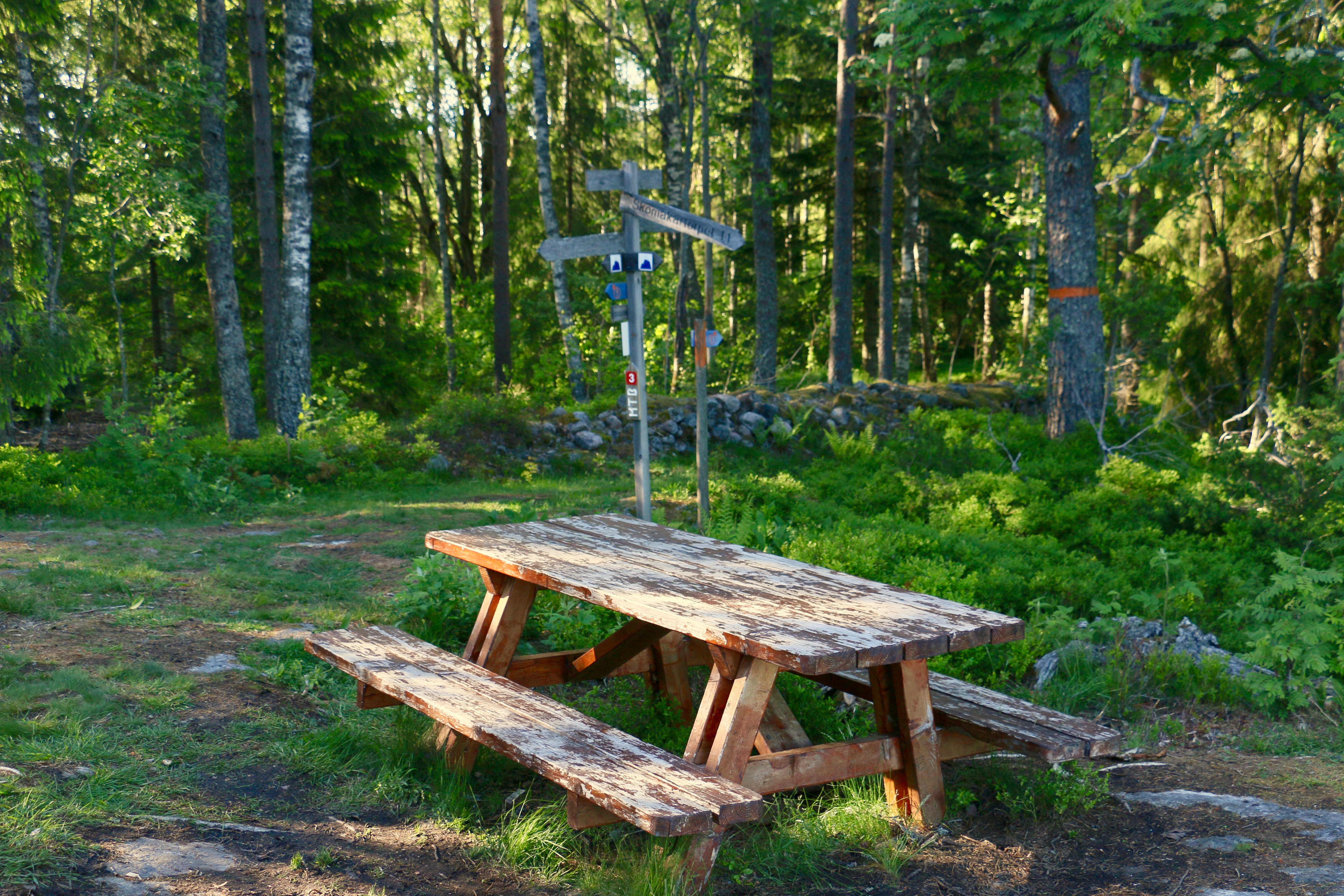
Table et panneaux d'indication près du point de vue de Svensbodaberget.